# テマ (都市)
テマ (Tema) は、大西洋に臨むガーナの港町。

## 概要
首都アクラと同じ大アクラ州に属している。
2013年の人口は約16.2万人。
もともと寂れた漁村だったが、1961年に港湾が建設されるとガーナ最大の港になった。
首都アクラとは、鉄道と高速道路で結ばれている。
アコソンボダムで発電された電力を利用してアルミニウムの精錬工場が建てられ、ガーナの主要産業のひとつとなっている。

## 姉妹都市
- グリニッジ・ロンドン特別区（London Borough of Greenwich）、イギリス
- サンディエゴ、アメリカ合衆国

## 出身者
- フレディー・アドゥー（サッカー選手）
- マシュー・アモア（サッカー選手）
- ハリソン・アッフル（サッカー選手）
- ニイ・ランプティ（サッカー選手）
- ハンス・サーペイ（サッカー選手）
- アブバカリ・ヤクブ（サッカー選手）